# ویتوریا گواتزینی
ویتوریا گواتزینی (انگلیسی: Vittoria Guazzini؛ زادهٔ ۲۶ دسامبر ۲۰۰۰) دوچرخه‌سوار اهل ایتالیا است.
وی در مسابقات کشوری و بین‌المللی در مجموع برندهٔ ۳ مدال طلا، ۶ مدال نقره، ۲ مدال برنز شده‌است.